# Pereskia grandifolia
Pereskia grandifolia Haw., conhecida popularmente por ora-pro-nóbis, rosa-madeira, groselha-da-américa, groselha-dos-barbados, groselheira-das-antilhas, jumbeba, lobrobó  (sinônimos: Cactus grandifolius (Haw.) Britton & Rose Link, Rhodocactus grandifolius Haw. F.M.Knuth, Peireskia grandifolia Haw., Pereskia grandiflora Haw., Pereskia tampicana F.A.C. Weber, Rhodocactus tampicanus (F.A.C.Weber) Backeb., Pereskia ochnocarpa Miq., Pereskia rosea hort. ex A.Dietr. e Cactus rosa Vell.), é uma espécie  endêmica do Brasil, onde habita  florestas  perenifólias e subperenifólias nos estados do Maranhão, Ceará, Pernambuco, Bahia,  Minas Gerais, Espírito Santo, Rio de Janeiro, São Paulo e Paraná.
Embora seja classificada como cacto, tem a forma de um arbusto ou árvore com cerca de dois a cinco metros de altura, tronco cinzento-marrom de até 20 cm de diâmetro. Os espinhos são pretos e castanhos. As folhas variam de comprimento (entre 9 e 23 cm), com formas variadas - de elípticas a ovadas e obovado-lanceoladas. A densa inflorescência se desenvolve nas extremidades do caule, geralmente com 10 a 15 flores, mas às vezes com 30 ou mais. As flores são vistosas, atingindo 3 a 5 cm de diâmetro .
Pereskia grandifolia é cultivada no Brasil e em outros continentes (África e sudeste asiático) como planta ornamental devido à beleza de suas flores, ou ainda, como cerca viva por causa de seus espinhos. Do ponto de vista agronômico, é uma planta de fácil propagação, crescimento rápido e baixa incidência de pragas e doenças, adaptável a diferentes tipos de climas e solos. Além das características ornamentais, também é utilizada popularmente como planta medicinal e alimentícia.
Esta espécie é considerada uma planta alimentícia não convencional (PANC). As folhas são uma excelente fonte de proteínas, vitaminas e minerais (cálcio e ferro), podendo ser consumidas refogadas ou no preparo de omeletes, saladas, cozidos e tortas. Os frutos também são comestíveis .
Na medicina tradicional as folhas de P. grandifolia são empregadas no controle do diabetes, ou ainda, na preparação de emplastro para infecções da pele. O seu consumo também está associado principalmente à prevenção da anemia ferropriva, osteoporose, câncer e constipação. No sudeste asiático, as folhas são utilizadas no tratamento de câncer, hipertensão, diabetes e doenças associadas a reumatismo e inflamação, dor de cabeça, dermatite atópica e hemorroidas.
Segundo alguns estudos, esta espécie apresenta propriedades biológicas importantes como anticâncer , antiproliferativas, hipotensoras, diuréticas, antioxidantes e anticolinesterásicas.
Pereskia grandifolia apresenta grande potencial nutricional, funcional e terapêutico, podendo ser útil no desenvolvimento de novos produtos com características nutracêuticas.

## Galeria
Espécies pertencentes aos gêneros Pereskia e Pereskiopsis têm flores com ovário súpero.

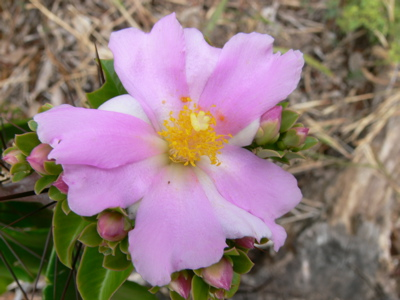
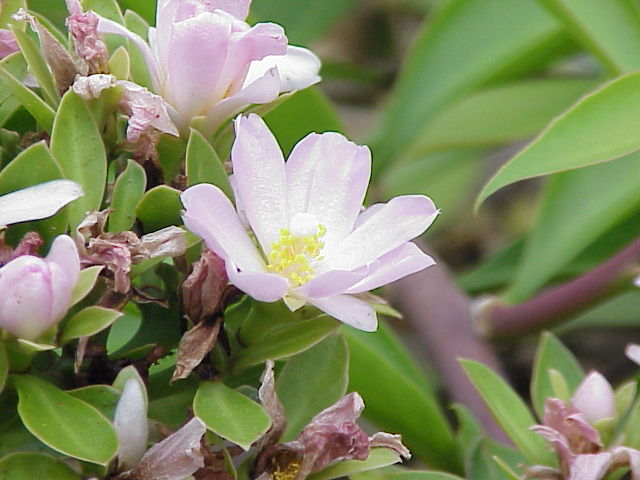
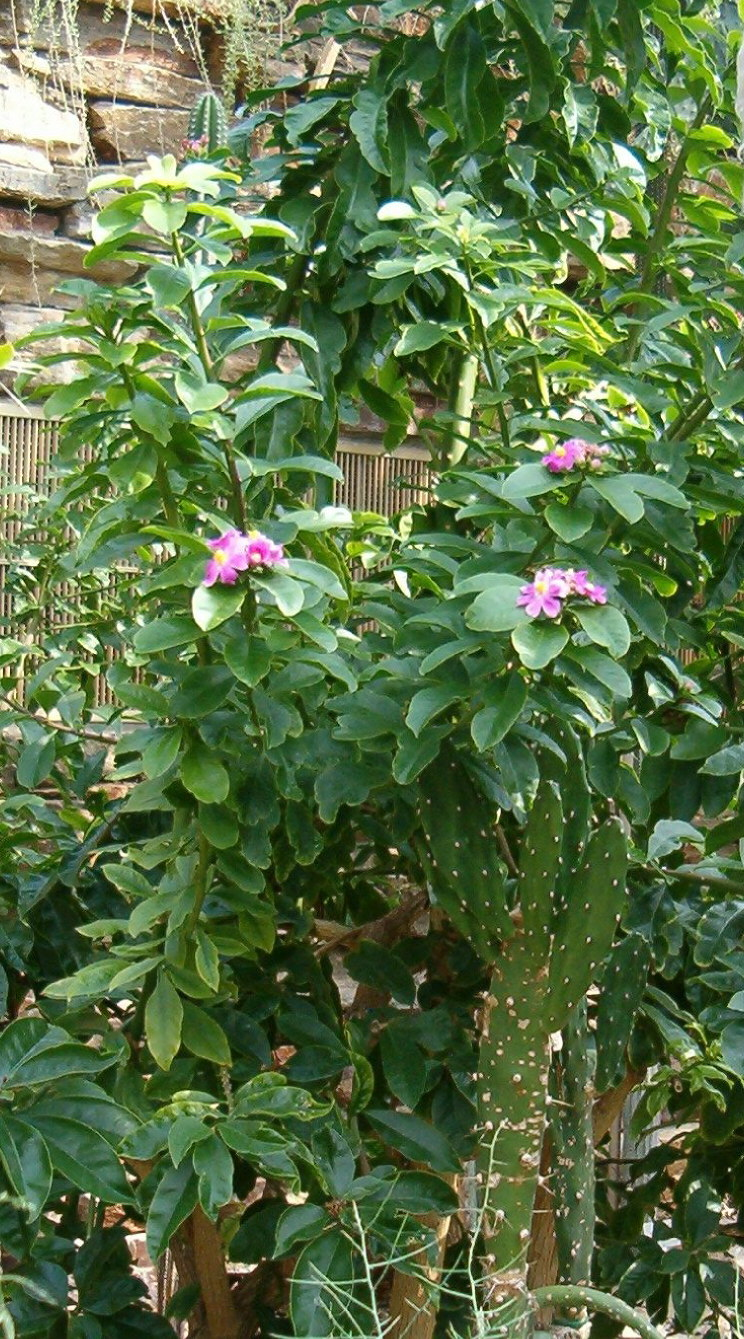